# Keisuke Hada (écrivain)
Ne doit pas être confondu avec le joueur de football Keisuke Hada.
Keisuke Hada (羽田 圭介, Hada Keisuke, 19 octobre 1985) est un romancier japonais.

## Biographie
Après avoir envisagé une carrière de cycliste professionnel, Keisuke Hada poursuit des études au sein du lycée rattaché à l'université Meiji.
C'est durant cette période que sa carrière littéraire débute : il remporte, en 2003, le quarantième prix Bungei pour son œuvre intitulée Black Cold Water (黒冷水), traitant du harcèlement scolaire. À l'âge de 17 ans, il devient le plus jeune lauréat à avoir reçu ce prix.
En 2015, il remporte le prix Akutagawa pour son roman La Vie du bon côté (スクラップ・アンド・ビルド, Sukurappu ando birudo (Scrap and Build)), qui a pour sujets principaux les relations intergénérationnelles et la prise en charge des personnes âgées dans un Japon vieillissant.

## Œuvres traduites en français
- 2015 : La Vie du bon côté (スクラップ・アンド・ビルド, Sukurappu ando birudo (Scrap and Build)?), roman traduit du japonais par Myriam Dartois-Ako, Éditions Philippe Picquier, 2017.